# Latrodectus apicalis
Latrodectus apicalis is een spinnensoort in de taxonomische indeling van de kogelspinnen (Theridiidae).
Het dier behoort tot het geslacht Latrodectus. De wetenschappelijke naam van de soort werd voor het eerst geldig gepubliceerd in 1877 door Arthur Gardiner Butler.

## Verspreiding
Deze soort is vooral te vinden Centraal- en Zuid-Amerika.